# Tara Lipinski
Tara Kristen Lipinski (Filadélfia, Pensilvânia, 10 de junho de 1982) é uma ex-patinadora artística e atriz norte-americana. Foi campeã olímpica em 1998.

## Principais resultados
| Resultados                                                             | Resultados       | Resultados       | Resultados        | Resultados        | Resultados       | Resultados    | Resultados    | Resultados    | Resultados    | Resultados    | Resultados    | Resultados    |
| Internacional                                                          | Internacional    | Internacional    | Internacional     | Internacional     | Internacional    | Internacional | Internacional | Internacional | Internacional | Internacional | Internacional | Internacional |
| Evento/Temporada                                                       | 1993– 1994       | 1994– 1995       | 1995– 1996        | 1996– 1997        | 1997– 1998       |               |               |               |               |               |               |               |
| ---------------------------------------------------------------------- | ---------------- | ---------------- | ----------------- | ----------------- | ---------------- | ------------- | ------------- | ------------- | ------------- | ------------- | ------------- | ------------- |
| Jogos Olímpicos                                                        |                  |                  |                   |                   | Medalha de ouro  |               |               |               |               |               |               |               |
| Campeonato Mundial                                                     |                  |                  | 15.ª              | Medalha de ouro   |                  |               |               |               |               |               |               |               |
| GP Grand Prix Final                                                    |                  |                  |                   | Medalha de ouro   | Medalha de ouro  |               |               |               |               |               |               |               |
| GP Nations Cup                                                         |                  |                  |                   | Medalha de prata  |                  |               |               |               |               |               |               |               |
| GP Skate America                                                       |                  |                  |                   |                   | Medalha de prata |               |               |               |               |               |               |               |
| GP Skate Canada International                                          |                  |                  |                   | Medalha de prata  |                  |               |               |               |               |               |               |               |
| GP Trophée Lalique                                                     |                  |                  |                   | Medalha de bronze | Medalha de prata |               |               |               |               |               |               |               |
| Nebelhorn Trophy                                                       |                  |                  | 4.ª               |                   |                  |               |               |               |               |               |               |               |
| Internacional – Júnior                                                 |                  |                  |                   |                   |                  |               |               |               |               |               |               |               |
| Campeonato Mundial Júnior                                              |                  | 4.ª              | 5.ª               |                   |                  |               |               |               |               |               |               |               |
| Nacional                                                               |                  |                  |                   |                   |                  |               |               |               |               |               |               |               |
| Campeonato dos Estados Unidos                                          |                  |                  | Medalha de bronze | Medalha de ouro   | Medalha de prata |               |               |               |               |               |               |               |
| Campeonato dos Estados Unidos – Júnior                                 |                  | Medalha de prata |                   |                   |                  |               |               |               |               |               |               |               |
| Campeonato dos Estados Unidos – Noviço                                 | Medalha de prata |                  |                   |                   |                  |               |               |               |               |               |               |               |
|                                                                        |                  |                  |                   |                   |                  |               |               |               |               |               |               |               |
| Legenda: GP = Grand Prix; Competição não foi disputada nesta temporada |                  |                  |                   |                   |                  |               |               |               |               |               |               |               |